# Freeport (Trinidad y Tobago)
Freeport es una localidad de Trinidad y Tobago, que forma parte de la región de Couva-Tabaquite-Talparo.

## Geografía
La localidad abarca parte de la isla Trinidad, comprende el enclave de Fairview y limita al norte con Chase Village, Carlsen Field y Arena, al sur con Balmain, Spring Village North, Preysal y Chickland, al este con Chickland y al oeste con St. Mary's Village, Buccarro, Calcutta Road No. 2, Calcutta Settlement No. 2 y Couva Central.

## Demografía
Datos demográficos de la localidad de Freeport:
| Gráfica de evolución demográfica de Freeport entre 2000 y 2011 |
|                                                                |